# Internationale Gustav Mahler Gesellschaft
Die Internationale Gustav Mahler Gesellschaft (IGMG) betreibt und fördert die wissenschaftliche Erforschung von Leben und Schaffen Gustav Mahlers, dessen Rezeptionsgeschichte, des kunst- und kulturhistorischen Hintergrunds der Epoche Gustav Mahlers sowie die Verbreitung von dessen Werk. Die IGMG ist die älteste weltweit aktive Institution der Mahler-Forschung.

## Geschichte
Auf Initiative der Wiener Philharmoniker wurde die Gesellschaft am 11. November 1955 in Wien gegründet, zum ersten Ehrenpräsidenten wurde Bruno Walter gewählt, Erwin Ratz war erster Präsident und als Ehrenmitglied wurde Alma Mahler aufgenommen. Zu den weiteren Vorstandsmitgliedern zählten u. a. Theodor W. Adorno, Ernst Krenek, Rafael Kubelík, Willem Mengelberg oder Georg Solti.
Zunächst wurden zum Thema Mahler und seinem Umfeld eine Bibliothek und ein Archiv eingerichtet, Vorbild war das Beethoven-Haus in Bonn. Weiters waren als primäre Aufgaben die Kritische Gesamtausgabe der Werke Mahlers sowie die Einrichtung und Pflege der Gedenkstätten geplant. Ab 1956 wurden weitere internationale Mahler Gesellschaften gegründet, so in den Niederlanden, Schweden, den USA, Japan und Deutschland. Die Gesellschaft initiierte und finanzierte die Installation von Gedenktafeln an Orten und Stätten, an denen Mahler wohnte oder wirkte, so in Toblach (1958) und in Wien III, Auenbruggergasse (1981).
Ein weiteres Anliegen der Gesellschaft besteht in der Erhaltung und Pflege von Mahlers Komponierhäuschen in Steinbach am Attersee (Eröffnung 1985), Maiernigg (Eröffnung 1986) sowie Toblach (Eröffnung 1992). 1960, anlässlich des hundertsten Geburtstages von Mahler, fanden zahlreiche Aktivitäten statt. Theodor W. Adorno veröffentlichte seine Monographie Mahler. Eine musikalische Physiognomik, an der Wiener Secession wurde die Ausstellung Gustav Mahler und seine Zeit eröffnet und es erschien der erste Band der Gesamtausgabe, die Siebte Symphonie GMW 47.
Sukzessive erschienen ab 1963 weitere Bände der Gesamtausgabe (Vierte, Fünfte, Sechste Symphonie, Adagio aus der Zehnten, Das Lied von der Erde). Die anlässlich des Jubiläums stattfindenden Aufführungen von Mahlers Musik steigerte deren Popularität nachhaltig, wozu auch die erste Gesamteinspielung durch Leonard Bernstein (1967) beitrug. Kurt Blaukopf – Leiter von Bibliothek und Archiv – publizierte 1969 seine grundlegende Studie Mahler oder der Zeitgenosse der Zukunft. Gottfried von Einem folgte 1973 Erwin Ratz als Präsident der Gesellschaft, Karl Heinz Füssl leitete die Herausgabe der Gesamtausgabe.
1976 bezog die Gesellschaft die Räumlichkeiten am Wiedner Gürtel 6. Herta Blaukopf und Knud Martner brachten Editionen von Mahlers Briefen und Dokumenten heraus. 1991 übernahm Rainer Bischof das Präsidentenamt, Thomas Hampson wurde zum Vizepräsidenten bestellt. Nach dem Tod von Füssl 1992 wurde Reinhold Kubik Leiter der Gesamtausgabe, diese Position übernahmen 2012 Renate Stark-Voit und Stephen Hefling.
Die von der Gesellschaft seit 1976 in Deutsch und Englisch herausgegebenen Mitteilungen, die Nachrichten zur Mahler-Forschung (News about Mahler Research), wurden zu einer wissenschaftlichen Zeitschrift, deren Herausgabe und Redaktion Erich Wolfgang Partsch übernahm. Seit 2015 ist Renate Stark-Voit Herausgeberin der Zeitschrift. Die IGMG beteiligte sich an der Organisation zahlreicher wissenschaftlicher Veranstaltungen, wie bspw. dem Gustav Mahler-Kolloquium in Wien (1979), der Tagung Gustav Mahler und die Oper (Budapest, 1988) oder den 2007 und 2021 in Wien stattgefundenen Symposien Musikinstrumente und Musizierpraxis zur Zeit Gustav Mahlers. Darüber hinaus wirkte die Gesellschaft bei den Ausstellungen Die Ära Gustav Mahler (1997) sowie leider bleibe ich ein eingefleischter Wiener – Gustav Mahler und Wien (2010) im Wiener Theatermuseum mit. Neben diversen anderen Initiativen erarbeitete die Gesellschaft auch eine Mahler gewidmete Dauerausstellung für das Kulturzentrum Grand Hotel Toblach.
Im Jahre 2015 beendete Rainer Bischof sein 24 Jahre währendes Wirken als Präsident der IGMG. Ihm folgte Christian Meyer nach. In seine Präsidentschaft fällt das Jubiläumsfest „60 Jahre IGMG“ am 30. Oktober 2015 im Gläsernen Saal des Musikvereins, das entscheidend durch das künstlerische Engagement Thomas Hampsons und die mitwirkenden Wiener Virtuosen geprägt war. Kammersänger Thomas Hampson, dem die IGMG entscheidende Förderungen und Impulse verdankt, ist seit 2019 Künstlerischer Berater des Vorstandes.
2019 wurde ein neuer Vorstand gewählt mit Peter Revers als Präsidenten und Barbara Boisits als Vizepräsidentin. Nach der Wahl 2023 übernahm Christian Utz das Amt des Präsidenten und Peter Revers das des Vizepräsidenten. Weitere Mitglieder des aktuellen Vorstandes sind Barbara Boisits (Kassierin), Thomas Glaser (Schriftführer), Morten Solvik (stellv. Kassier), Meike Wilfing-Albrecht (stellv. Schriftführerin), Federico Celestini, Stephen Hefling, Renate Stark-Voit und Alexander Steinberger (Sekundgeiger und Vizevorstand der Wiener Philharmoniker).
Wesentliche Initiativen seit 2020 umfassen die grundlegende Erneuerung der Webseite der IGMG (Relaunch am 27. April 2023), die Erstellung eines digitalen Verzeichnisses der Werke Gustav Mahlers (GMW) auf Grundlage der in den Digital Humanities entwickelten Methoden als Kooperationsprojekt der IGMG mit der Österreichischen Akademie der Wissenschaften und der Universität Innsbruck sowie die Digitalisierung von wesentlichen Archivbeständen der IGMG im Rahmen einer Förderung des digitalen europäischen Kulturerbes (Europeana). Seit März 2025 sind wesentliche Archivdokumente der IGMG über das Portal Kulturpool verfügbar.

## Präsidenten der Gesellschaft
- 1955–1973 Erwin Ratz
- 1973–1991 Gottfried von Einem
- 1991–2015 Rainer Bischof
- 2015–2019 Christian Meyer
- 2019–2023 Peter Revers
- seit 2023 Christian Utz

## Goldene Mahler Medaille
Von der Gesellschaft wird seit 1958 an verdienstvolle Personen oder Institutionen in unregelmäßigen Abständen die Goldene Mahler Medaille verliehen. Ausgezeichnet werden Persönlichkeiten, die zur Verbreitung von Mahlers Werk beigetragen oder Aktivitäten der Gesellschaft öffentlich präsentiert haben. Die Auszeichnung wird auf Vorstandsbeschluss verliehen.
Preisträger
- 1958: Carl Schuricht
- 1958: Eduard van Beinum
- 1958: Concertgebouworkest Amsterdam
- 1958: Rotterdams Philharmonisch Orkest
- 1958: Eduard Flipse
- 1958: Herm. J. Nieman
- 1960: Rafael Kubelík
- 1960: Dimitri Mitropoulos
- 1966: Utrecht Orkest
- 1966: Dresdner Philharmonie
- 1967: Leonard Bernstein
- 1969: Wiener Symphoniker
- 1971: Bernard Haitink
- 1974: Kyrill Kondraschin
- 1974: Joseph Krips
- 1974: Hans Swarowsky
- 1979: Residentie Orkest Den Haag
- 1980: Wiener Philharmoniker
- 1980: Alice Strauss, posthum Franz Strauss
- 1980: Christa Ludwig
- 1980: Dietrich Fischer-Dieskau
- 1980: Carlo Maria Giulini
- 1981: Städtisches Symphonieorchester der Stadt Münster
- 1981: Alfred Walter
- 1982: Václav Neumann
- 1982: Eleonore und Bruno Vondenhoff
- 1984: Federico Sopeña Ibáñez
- 1985: Claudio Abbado
- 1985: George Alexander Albrecht
- 1985: Niedersächsisches Staatsorchester Hannover
- 1987: Donald Mitchell
- 1996: Marjana Lipovšek
- 1996: Rafael Frühbeck de Burgos
- 1997: Edward R. Reilly
- 1999: Thomas Hampson
- 2005: Henry-Louis de La Grange
- 2005: New York Philharmonic Orchestra
- 2005: MahlerFest Colorado
- 2005: Gustav Mahler Komitee Toblach
- 2007: Vladimir Fedoseyev
- 2007: Knud Martner
- 2007: Peter Weiser
- 2010: Constantin Floros
- 2012: Jiří Rychetský
- 2013: Reinhold Kubik
- 2015: Erich Wolfgang Partsch
- 2022: Frank Fanning
- 2024: Hermann Danuser
- 2024: Vera Micznik